# Myōkō (1929)
El Myōkō (妙高) fue un crucero pesado líder de su clase. Sirvió en la Armada Imperial Japonesa durante la Segunda Guerra Mundial. Su nombre proviene del monte Myōkō situado en la Prefectura de Niigata.

## Historia

### Diseño
Su clase fue diseñada para reemplazar a la clase Aoba. Estaba compuesta por el propio Myōkō, líder de la clase, junto con el Haguro, el Nachi y el Ashigara.
En el momento de su construcción eran los cruceros con el armamento más pesado del mundo. Además, también podían transportar dos aviones; en el caso del Myōkō, tres.

### Segunda Guerra Mundial
El Myōkō entró en servicio en el momento del ataque a Pearl Harbor junto con el Nachi, formando la 5.ª División de Cruceros de la 3.ª Flota. La división estuvo comandada por el contraalmirante Takeo Takagi, estando desplegada en Palaos para los aterrizajes de fuerzas japonesas bajo la Operación M. Después de cubrir los desembarcos de las fuerzas japonesas en Legazpi el 11 de diciembre de 1941, tanto el Myōkō como el Nachi volvieron a Palaos y fueron reasignados al contraalmirante Raizō Tanaka, cuya fuerza de ataque cubrió aterrizajes en Dávao el 19 y el 24 en Joló.

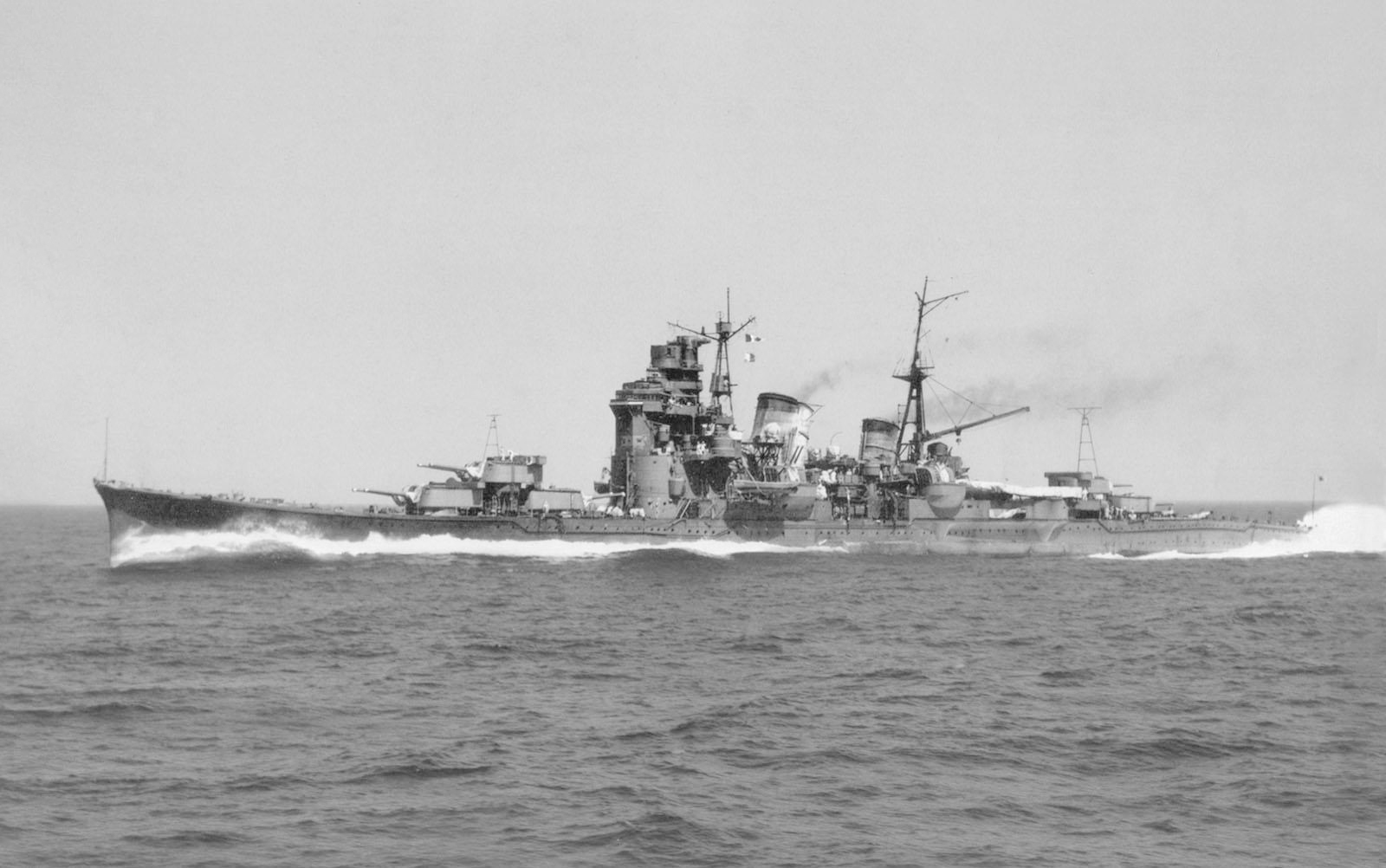
El Myōkō durante sus pruebas de mar.

El 4 de enero de 1942, el Myōkō y los otros barcos de la fuerza de invasión de Tanaka fueron atacados por bombarderos B-17 Flying Fortress mientras estaban fondeados en Dávao. El Myōkō fue golpeado por una bomba de 500 lbs (227 kg) causando solamente daño superficial, teniendo que regresar al Arsenal de Sasebo para reparaciones. Tras las reparaciones volvió a la acción en la batalla del Mar de Java el 1 de marzo junto con sus "hermanos" Nachi, Haguro y Ashigara. En ella los cruceros, acompañados de los destructores Akebono e Inazuma, neutralizaron al HMS Exeter, el buque insignia holandés HNLMS De Ruyter, el HNLMS Kortenaer y el HMS Encounter. Regresaría a Sasebo a finales de marzo y a mediados de abril participó en la búsqueda infructuosa de la fuerza de la incursión Doolittle.
En mayo formó parte de la fuerza de escolta para la invasión de Tulagi en la batalla del Mar del Coral bajo las órdenes del recién ascendido a vicealmirante Takeo Takagi a bordo del propio Myōkō. La fuerza estaba compuesta por los portaaviones Shōkaku y Zuikaku, el Myōkō junto con el Haguro y seis destructores. En el combate, el Shōkaku fue gravemente dañado y el Zuikaku perdió gran parte de tripulación y aparatos, obligando a la fuerza a retirarse sin lograr su objetivo. Posteriormente, en junio, tomó parte en la batalla de Midway donde estuvo encuadrado en la fuerza de apoyo del vicealmirante Nobutake Kondō junto con los acorazados Kongō e Hiei, su "hermano" Haguro junto con el Atago y el Chōkai, el crucero ligero Yura, el portaaviones ligero Zuihō y ocho destructores. Tras no entrar en combate, la fuerza de apoyo regresó a Sendai el día 23. Cinco días después, el Myōkō fue enviado como escolta para la fuerza de refuerzo en la Campaña de las Islas Aleutianas junto con el portaaviones Zuikaku, los portaaviones ligeros Zuihō, Jun'yō y Ryūjō, los cruceros pesados Maya, Takao, Haguro y Nachi, y los cruceros ligeros Abukuma, Kiso y Tama. El Myōkō regresó a Hashirajima el 12 de julio.
Volvió a la acción el 11 de octubre con la 2.ª Flota. La misión era reforzar y reabastecer tropas en Guadalcanal, que había sido invadida por los estadounidenses en agosto. El día 15 participó junto con el Maya en un bombardeo de artillería contra Campo Henderson.
Al comenzar 1943, entre el 31 de enero y el 9 de febrero, el Myōkō, que había sido actualizado previamente en Sasebo, participó en la evacuación de Guadalcanal, con notable éxito. Volvería a hacer lo mismo en mayo, ayudando en la evacuación de Kiska. En junio, el Myōkō volvió a ser actualizado y equipado con cañones automáticos Tipo 96 (25 mm) y un radar modelo Tipo 21. Tras las mejoras zarpó junto con la flota del vicealmirante Jisaburō Ozawa a la caza de los portaaviones estadounidenses en las islas Gilbert sin éxito. El 1 de noviembre, en compañía del Haguro y dos destructores, escoltó un convoy de suministro a Rabaul. Posteriormente, durante la escolta de transporte de tropas a Bougainville, la flota contactó con buques enemigos en lo que se conocería como la batalla de la Bahía de la Emperatriz Augusta. En esta batalla el Sendai fue hundido y el Myōkō chocó contra el destructor Hatsukaze, que posteriormente fue hundido. El Haguro también sufrió daños ligeros. El 17 de noviembre, el Myōkō llegó a Sasebo para otra puesta a punto.
En enero de 1944, el Myōkō (junto al Tone y dos destructores) realizó un transporte de tropas sin incidentes. El 10 de febrero, mientras navegaba de Truk a Palaos junto al Atago, el Chōkai y ocho destructores, el Myōkō fue atacado por el submarino USS Permit. El submarino disparó cuatro torpedos sin acertar ninguno. Posteriormente, en marzo, el Myōkō y el destructor Shiratsuyu escoltaron un convoy de petroleros de Palau a Borneo. El 6 de abril, el Myōkō fue atacado por el submarino USS Dace con seis torpedos, pero falló. El submarino USS Darter también vio al Myōkō pero no pudo maniobrar en posición para un ataque.

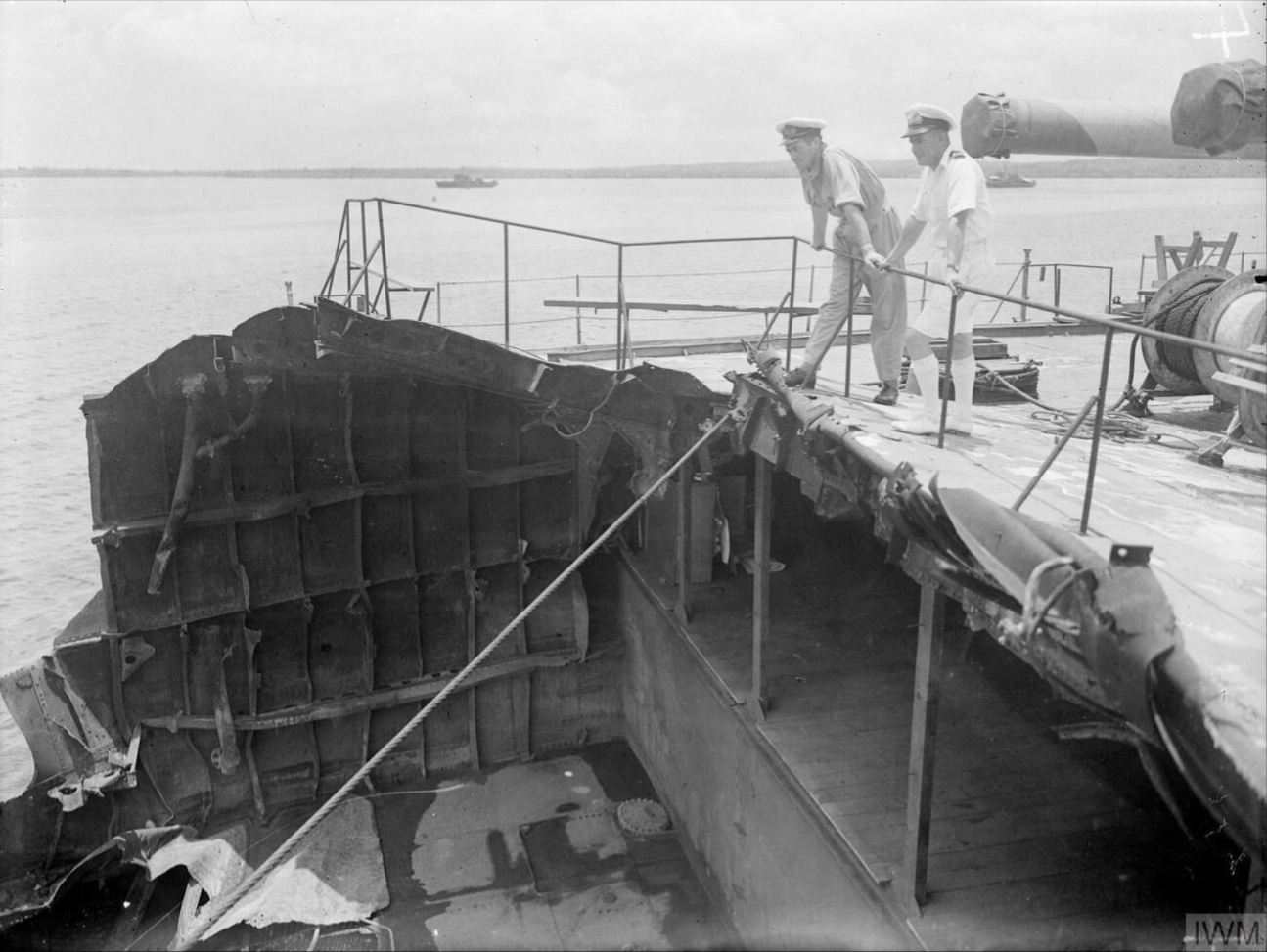
La popa del Myōkō examinada por dos oficiales británicos.

Sus últimas acciones llegaron en la batalla del Mar de las Filipinas en junio y en la batalla del Golfo de Leyte en octubre. En esta última, como parte de la 1.ª Fuerza Móvil de Ataque del vicealmirante Takeo Kurita (Fuerza Central), el Myōkō formó junto a cuatro acorazados y diez cruceros. Mientras la Fuerza Central intentaba forzar un paso a través del mar de Sibuyan fue descubierta y atacada por la Task Force 38. Aunque la mayoría de los ataques aéreos se concentraron en el acorazado Musashi, el Myōkō fue golpeado por un torpedo a popa en el lado de estribor. Se paró y se dirigió a Singapur a una velocidad reducida de 15 nudos (28 km), llegando el 2 de noviembre. Después de reparaciones temporales partió para Japón con una parada en la bahía de Cam Ranh. Mientras abandonaba la bahía fue golpeado por un torpedo del submarino USS Bergall a las 17:35 del 13 de diciembre en su lado de babor a popa, siendo incapaz de continuar. A pesar de los críticos daños seguía a flote y podía navegar a 6 nudos (11 km). Sin control, el Myōkō fue arrastrado por el destructor Ushio (que ayudó a dañar a su verdugo, el USS Bergall) y varios barcos al puerto de Singapur para reparaciones; Sin embargo, no había suficientes materiales en Singapur para completar las reparaciones del Myōkō y el Takao, que también estaba en el puerto para reparaciones.
Ya en febrero de 1945, el comandante del puerto informó que el Myōkō (al igual que el Takao) era irreparable por falta de materiales, siendo imposible su remolque a Japón. Su función ahora era la de una batería antiaérea flotante. Tras ser atacado por submarinos enanos británicos el 26 de julio y sobrevivir, se rindió oficialmente el 21 de septiembre a los británicos. Posteriormente fue remolcado al estrecho de Malaca, donde finalmente fue hundido.